# Marko Andić
Marko Andić (szerbül Mapкo Aндић) (Užice, 1983. december 14.) bosnyák-szerb labdarúgó, az Néa Szalamína Ammohósztu hátvédje. Bevethető a védelem jobb, illetve bal oldalán is. Magyarországi légióskodása előtt Belgiumban játszott.

## Pályafutása

#### FK Sevjono
Felnőtt pályafutását az azóta megszűnt FK Sevojno-nál kezdte, ahol 28 meccsen 6-szor talált be.

#### Lokeren
2007-ben játszhatott a korábban a Barcelonát legyőző csapatban.

#### Molenbeek
2008-ban kölcsönben játszott annál a csapatnál, ahol Wesley Sonck pályafutása elkezdődött.

#### Videoton

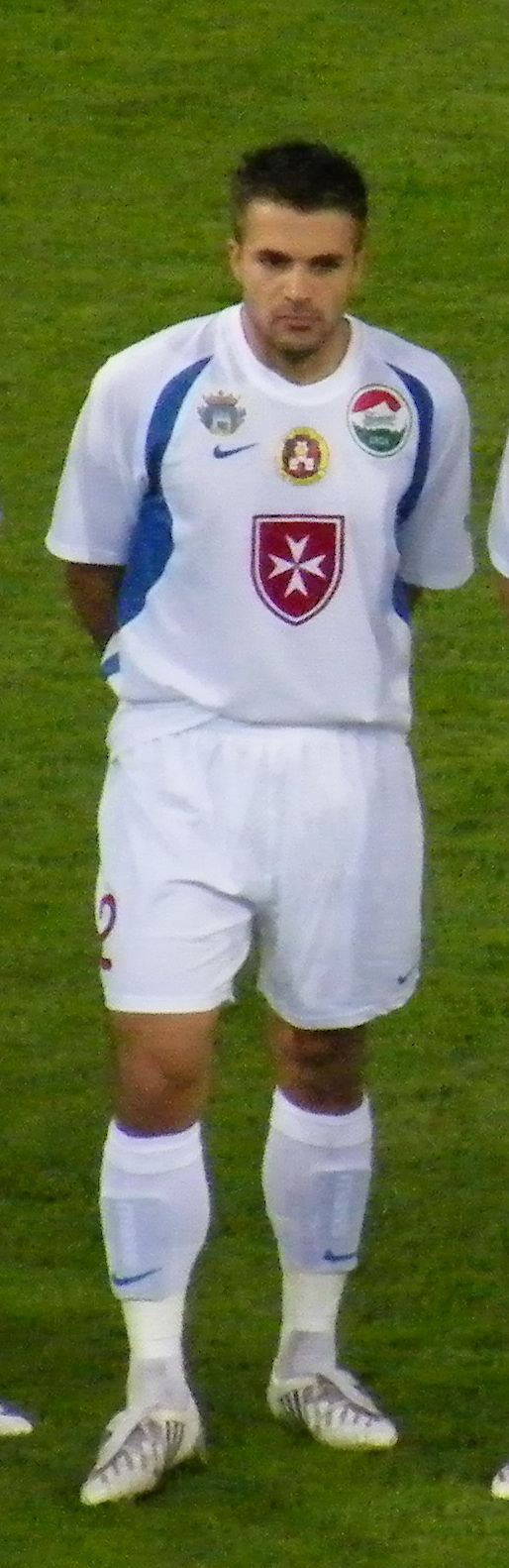
Marko Andic a Videotonban

2008 augusztusától volt a Videoton FC játékosa, ahol bajnoki címet nyert. Már elismert játékosként érkezett Magyarországra, első szezonjában 27 meccsen kezdőként lépett pályára a lehetséges 30-ból és 1 gólt szerzett. Következő szezonjában 3 gólt szerzett, 25 meccsen volt kezdő, 1-szer becserélték. A Zalaegerszegi TE FC ellen piros lapot kapott. A következő szezonban már csak 23 meccsen játszott 1 góllal. A Ferencvárosi TC idegenbeli 5-0-s legyőzésében góllal vette ki a részét: ő lőtte a 4. gólt. Rajta kívül Polonkai Attila, André Alves dos Santos, Lencse László és Dušan Vasiljević lőtt gólt.
A bajnoki címmel végződő szezon után a Videotontól edzőváltás miatt Lázár Pállal és Lipták Zoltánnal együtt Andićnak is távoznia kellett.

## Sikerei, díjai
Videoton FC
- Magyar bajnok: 2011
- Magyar bajnoki ezüstérmes: 2010